# Nugzar Asatiani
Nugzar Asatiani (16 de julio de 1937-2 de abril de 1992) fue un deportista soviético que compitió en esgrima, especialista en la modalidad de sable.
Participó en dos Juegos Olímpicos de Verano en los años 1960 y 1964, obteniendo una medalla de oro en Tokio 1964 en la prueba por equipos. Ganó cinco medallas en el Campeonato Mundial de Esgrima entre los años 1961 y 1966.

## Palmarés internacional
| Juegos Olímpicos   | Juegos Olímpicos         | Juegos Olímpicos  | Juegos Olímpicos  |
| Año                | Lugar                    | Medalla           | Prueba            |
| ------------------ | ------------------------ | ----------------- | ----------------- |
| 1964               | Tokio (Japón)            | Medalla de oro    | Sable por equipos |
| Campeonato Mundial |                          |                   |                   |
| Año                | Lugar                    | Medalla           | Prueba            |
| 1961               | Turín (Italia)           | Medalla de plata  | Sable por equipos |
| 1962               | Buenos Aires (Argentina) | Medalla de bronce | Sable por equipos |
| 1963               | Danzig (Polonia)         | Medalla de plata  | Sable por equipos |
| 1965               | París (Francia)          | Medalla de oro    | Sable por equipos |
| 1966               | Moscú (URSS)             | Medalla de plata  | Sable por equipos |